# Vetas profundas
Vetas profundas es una novela literaria de 2019 escrita por Fernando Aramburu.
En este libro, el autor quiere mostrar la importancia de la poesía, ya que en esta se expresan "las experiencias más positivas al alcance del ser humano".

## Argumento
En Vetas profundas, Fernando Aramburu comenta algunos poemas esenciales en la lengua española de autores de renombre como Rosalía de Castro, Góngora o Vallejo, entre otros. Sin embargo, "no se trata de un libro de abundante terminología académica o de un estudio crítico", sino que estos comentarios literarios se encuentran entrelazados con las experiencias personales del autor.

## Estructura
Se trata de una selección personal del autor de 40 poemas de autores fundamentales en la lengua española y en cada uno de ellos el autor hace un comentario literario en el cual se da mayor importancia a sus impresiones personales frente a otros factores. 
Estos poemas no se encuentran organizados cronológicamente, sino que su disposición está determinada por la decisión del autor. La estructura del libro es está:

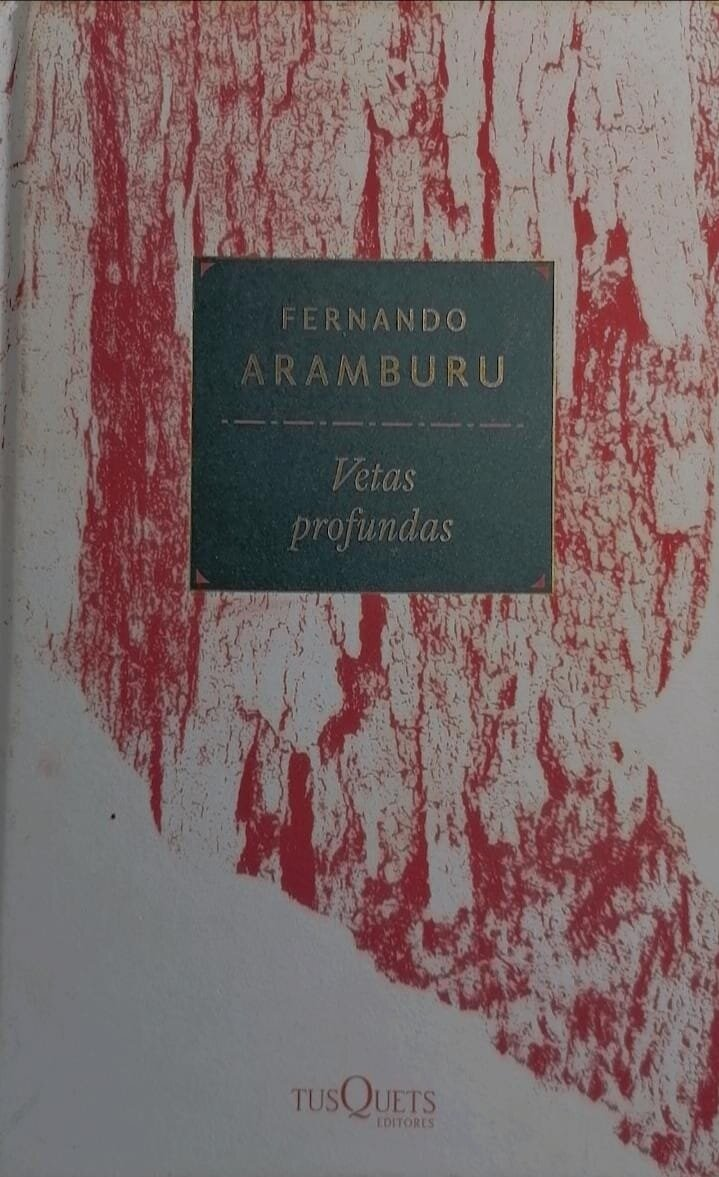
Portada de Vetas profundas

1. Un poema sabio: Los justos de Jorge Luis Borges
2. Fusión aniquiladora: Unidad en ella de Vicente Aleixandre
3. El último poema: Voy a dormir de Alfonsina Storni
4. Duende poético: A veces, cuando la noche me aprisiona de Félix Francisco Casanova
5. Elegía a una hermana: Habitación 306 de Francisco Javier Irazoki
6. Un instante memorable: Agua de mayo de Eloy Sánchez Rosillo
7. Una lectura profana: Noche oscura de San Juan de la Cruz
8. La vida en serio: No volveré a ser joven de Jaime Gil de Biedma
9. Las playas tristes: 61 de Rosalía de Castro
10. Paseos con el padre: Entonces a la muerte/4 de Álvaro Valverde
11. Gozo terrenal: Soneto 228 de Luis de Góngora
12. Las palabras y más allá: La enamorada de Alejandra Pizarnik
13. Perros apagados: Alma ausente de Federico García Lorca
14. Chaqueta vestida de olvido: Soneto triste para mi última chaqueta de Rafael Morales
15. Desconfianza en la palabra: Rima I de Gustavo Adolfo Bécquer
16. El mundo como cárcel: Al salir de la cárcel de Fray Luis de León
17. Amor despertado: Sombra de mí de Luis Cernuda
18. Voz de todos: Lo fatal de Rubén Darío
19. Niño eterno: Edad de oro de Jorge Teillier
20. Incendio interior: Gritando no morir de Blas de Otero
21. Mal de ausencia: Soneto 61 de Lope de Vega
22. Augurios fúnebres: Deja la puerta abierta de Francisco Ruiz Udiel
23. El dios-poesía: El nombre conseguido de los nombres de Juan Ramón Jiménez
24. La realidad agregada: 27 (Primera poesía vertical) de Roberto Juarroz
25. Aciaga profecía: Piedra negra sobre una piedra blanca de César Vallejo
26. Mujer divinizada: Soneto V de Garcilaso de la Vega
27. Fracaso existencial: Carrer de Trafalgar de José María Fonollosa
28. La dicha de hoy: 8 de septie mbre de Pablo Neruda
29. Fragmentos de un mundo personal: Echo de menos ser inmortal de Isabel Bono
30. Atardecer interior: Yo voy soñando caminos d e Antonio Machado
31. Pañales y mortaja: [Representase la brevedad de lo que se vive, y cuán nada parece lo que se vivió] de Francisco de Quevedo
32. Un lugar para una madre: Nada más de José Agustín Goytisolo
33. Lo solo que hubo: El amor de Idea Vilariño
34. Un mundo muertos: Insomnio de Dámaso Alonso
35. Hablar a la muerte: Apelación de Piedad Bonnet
36. Las garras del hombre: Canción primera de Miguel Hernández
37. Almas amigas: LVII de Francisco de Aldana
38. El cuerpo de la durmiente: Mientras tú duermes de Claudio Rodríguez
39. El padre en la ventana: Veo a mi padre asomado a la ventana de Fabio Morábito
40. La felicidad imposible: La perversión de Francisco Brines